# Крајпуташи Милинковићима у Богданици
Крајпуташи Милинковићима у Богданици (општина Горњи Милановац) налазе се на путу који је међа села Богданица и Тометино Поље и  и две суседне општине - горњомилановачке и пожешке. У непосредној близини је и крајпуташ Јанку Павловићу.
Обележје у облику стуба подигнуто је у спомен Сретену Милинковићу, док је беличасти споменик са крстом двојни − посвећен браћи од стричева Миљку М. Милинковићу и Раденку Л. Милинковићу. Сва тројица Милинковића изгубили су животе у ослободилачким ратовима Србије – Сретен 1887, Миљко 1913, а Раденко 1915. године.

## Крајпуташ Сретену Милинковићу
Крајпуташ војнику Сретену Милинковићу из села Тометино Поље подигла је породица 1889. године.

### Материјал, димензије и стање
Споменик је исклесан од жутог пешчара. Димензије стуба износе 154х40х23 cm. Изложен оштрим климатским условима и израђен од порозног пешчара, у лошем је стању. Одломљени су доњи делови предње стране и јужног бока, а оштећења су таква да ће се споменик у догледно време још више осути.

### Опис
На предњој страни споменика приказана је стојећа фигура војника у „ставу мирно”. Изнад главе му је уклесано име: СРЕТЕН, а вертикално са леве стране презиме: МИЛИНКОВИЋ. На полеђини је уклесана правоугаона, лучно засвођена ниша у коју је уписан текст епитафа. Изнад је урез једноставног крста „малтешког типа”, док је околни простор попуњен флоралним орнаментима. На левој бочној страни испод крста уклесан је наставак текста, док су на супротној страни једноставан крст, стилизован биљни орнамент и информација о томе ко је подигао споменик.

### Ликовни садржај
Војник у десној руци држи пушку са бајонетом. Униформа је приказана плошно и без детаља, осим дугмади, три војничке медаље на грудима и парадног калпака са перјаницом. На споменику су на полеђини и бочним странама уклесана укупно три крста једноставније профилације. Од декоративних елемената ту су цветни мотив којим је попуњен простор на леђима споменика и стилизована винова лоза са грожђем на десној бочној страни.

### Натпис
На полеђини споменика уклесан је текст епитафа:
ПУТНИЧЕ НАМЕРНИЧЕ НЕПОЖАЛИ СВОГА ТРУДА ПРИЂИ БЛИЖЕ ПРОЧИТАЈ ОВИ СПОМЕН КОИ ПРИКАЗУЈЕ КРАБРОГ ВОЈНИКА СРЕТЕНА МИЛИНКОВИЋА ИЗ ТОМЕТИНОГ ПОЉА ..... 29 Г УМРО СЛАВА МУ.
Текст на десној бочној страни није читљив осим:
И ОТАЦ ТВОЈ ... 1887 ... ЖЕНА
Текст на левом боку гласи:
ОВАЈ СПОМЕН ПОДИЖЕ БРАТ ЛУКА И СИН РАДОВИН 1889. Г

## Крајпуташ браћи Милинковић
Двојни крајпуташ подигнут је 1926. године браћи од стричева Миљку М. Милинковићу и Раденку Л. Милинковићу из села Тометино Поље.

### Материјал, димензије и стање
Крајпуташ је исклесан од беличастог кабларског пешчара, укупне висине 170 cm. У добром је стању. Прекривен је лишјем који нагриза фине урезе, нарочито на изузетно лепо обрађеном крсту.

### Опис
Споменик је богато архитектонски профилисан. По масивном постољу у које је уклесан простор за паљење свећа припада „кабларском” типу споменика. У постоље је уграђена вертикална плоча која се завршава великим декоративно обрађеним крстом. Лице и полеђина споменика подједнако су и веома брижљиво профилисани. Једина разлика је у обради великог крста, који на предњој страни има грб Краљевине Србије у медаљону и ситан, тешко читљив текст. Простор за епитаф на плочи дефинисан је тордираним стубовима и засвођем у облику троделне апсиде. Са предње стране испод епитафа уклесани су хоризонтални флорални фриз и потпис мајстора. Бочне стране споменика су неукрашене.

### Ликовни садржај
Сви примењени ликовни елементи вешто су уклопљени у складну целину. Спомеником доминира велики тролисни крст изузетне профилације и обраде, украшен елегантном арабескном линијом.

### Натписи
Текстови су уклесани са обе стране споменика. У врху са предње стране, курзивним словима уписан је текст поетског садржаја:
НА ГРОБОВИМА У ТУЂИНИ НЕЋЕ СРПСКО ЦВЕЋЕ НИЋИ, ПОЗДРАВИТЕ НАШЕ МИЛЕ, НЕМОЖЕМО НИКАД СТИЋИ.
Испод је епитаф посвећен Миљку М. Милинковићу:
МИЉКО М. МИЛИНКОВИЋ, ИЗ ТОМ. ПОЉА ВОЈ. 4 Ч II БАТ, Х П. ПУКА КАДРОВСКОГ, У СВОЈОЈ 21. ГОДИНИ ПОГИНУ У ВРАНИШТУ – У АЛБАНИ, СЕПТЕМБРА 1913–ГОД.
На полеђини споменика уклесана је посвета Раденку Л. Милинковићу:
НАШ МИЛИ И НИКАД ЗАБОРАВЉЕНИ БРАТ РАДЕНКО Л МИЛИНКОВИЋ ИЗ ТОМ. ПОЉА ВОЈ. 4 ЧЕТ IIБ Х ПУКА I ПОЗ У СВОЈИ 30 Г. УМРО –14– У 1915. ГОД У БАЕНЦУ. ОВАЈ СПОМЕН ПОДИЖЕ ИМ БРАТ РАДОВИН И СЕСТРА БОРКА И ЗОРКА 1926. Г.
При дну с предње стране уклесан је потпис каменоресца Миленка Милетића из Богданице.